# Pressure
"Pressure"  é uma canção da banda norte-americana de rock alternativo Paramore. Foi lançada em 2 de agosto de 2005 como o primeiro single do primeiro álbum da banda, All We Know Is Falling. A canção não conseguiu atingir nenhuma posição no Hot 100 da Billboard, porém conseguiu atingir a posição #62 na Digital Songs.

## Videoclipe
O videoclipe representa a pressão de ser um adolescente. O vídeo trata de dois personagens, um garoto e uma garota (que são um casal, também) entrelaçados com a banda tocando a música. Ambos não gostam de seus trabalhos. O rapaz trabalha em um restaurante fast food, onde recebe um tratamento pobre. A garota é uma modelo que seja recusada coisas que ela gosta (escolha do seu próprio vestido, comer chocolates, etc.) Eventualmente o menino deixa o seu trabalho e vai encontrar sua namorada, mas ela está ocupada preparando-se para um photoshoot. O rapaz decide ligar o sistema de extinção de incêndio do edifício. Todos no prédio vão para fora, exceto a menina que fica na sua cadeira tomando água. O rapaz e a moça conseguem sair e termina o vídeo.

## Faixas
| Listado no álbum de estreia em 2005 |            |         |  |
| N.º                                 | Título     | Duração |  |
| 1.                                  | "Pressure" | 3:05    |  |

## Paradas musicais
| Paradas de 2007         | Posição |
| ----------------------- | ------- |
| Billboard Digital Songs | 62      |

## Outras aparições
- A canção foi re-lançada na edição de luxo do álbum Riot! para o iTunes como uma faixa bônus.[2]
- A canção apareceu também na rádio no jogo The Sims 2.[3] A canção caracteriza a língua Simlish em vez do habitual.

### Covers
- New Found Glory fez um cover de "Pressure" em uma versão ao vivo.[4]